# قلعة خور
قلعة خور (بالفارسية: قلعه خور) هي قلعة تاريخية تعود إلى عصر السلالة الصفوية، وتقع في مقاطعة خوسف.